# 銀行業務検定
銀行業務検定（ぎんこうぎょうむけんてい）は、銀行業務検定協会が主宰する日本の検定試験。

## 概要
1968年2月に、第1回の銀行業務検定試験が行われた。法務、財務、税務などの試験があり、金融業においては取得した方が有利な資格とされる。金融機関によっては、取得を昇給や昇格の条件にしている場合がある。金融機関の職員を主に対象としているが、誰でも受けることができ、会社経営者や将来的に独立を検討している人にとっても役立つ。年間受験応募者数は29万人。
2020年においては、新型コロナウイルス感染症の世界的流行を受けて試験が中止された。
銀行業務検定協会は、事業承継アドバイザーの資格試験も実施している。